# Cintrey
Cintrey ist eine Gemeinde im französischen Département Haute-Saône in der Region Bourgogne-Franche-Comté.

## Geographie
Cintrey liegt auf einer Höhe von 318 m über dem Meeresspiegel, sieben Kilometer südlich von Vitrey-sur-Mance und etwa 33 Kilometer westnordwestlich der Stadt Vesoul (Luftlinie). Das Dorf erstreckt sich im äußersten Nordwesten des Departements, auf einem Hochplateau in den östlichen Ausläufern des Plateaus von Langres, zwischen den Taleinschnitten von Rigotte im Westen und Sorlière im Osten.
Die Fläche des 6,08 km² großen Gemeindegebiets umfasst einen Abschnitt des Plateaus von Langres westlich des oberen Saônetals. Der Hauptteil des Gebietes wird vom Hochplateau von Cintrey eingenommen, das durchschnittlich auf 340 m liegt. Es wird überwiegend landwirtschaftlich genutzt, doch gibt es auch größere Waldflächen, besonders entlang der Gemeindegrenzen. Das Plateau steigt gegen Nordwesten leicht an. Am Rand des  Bois de l'Hourie an der nordwestlichen Grenze wird mit 358 m die höchste Erhebung von Cintrey erreicht. Im Süden markiert die Waldkuppe des Bois la Sol (355 m) die knapp 100 m hohe Geländestufe zum vorgelagerten Plateau am Rand des Saônebeckens. In geologisch-tektonischer Hinsicht besteht die Hochfläche aus einer Wechsellagerung von sandig-mergeligen und kalkigen Sedimenten, die zur Hauptsache während der Lias (Unterjura) abgelagert wurden. Die östliche Abgrenzung bildet der Taleinschnitt der Sorlière, die für die Entwässerung des Gebietes nach Süden über die Gourgeonne zur Saône sorgt. Sie wird in der Talmulde zum Étang de Cintrey-Preigney aufgestaut.
Nachbargemeinden von Cintrey sind Chauvirey-le-Châtel und Chauvirey-le-Vieil im Norden, Preigney im Osten, Malvillers und Molay im Süden sowie La Rochelle im Westen.

## Geschichte
Das Gemeindegebiet war schon sehr früh besiedelt. Bei Ausgrabungen wurden in den Ruinen eines Gebäudes des Templerordens Sarkophage entdeckt. Im Mittelalter gehörte Cintrey zur Freigrafschaft Burgund und darin zum Gebiet des Bailliage d’Amont. Seit 1418 war der Ort im Besitz der Familie Vergy. Später teilten sich die Herren von La Roche und das Kloster Morey den Besitz in Cintrey. Zusammen mit der Franche-Comté gelangte das Dorf mit dem Frieden von Nimwegen 1678 definitiv an Frankreich. Heute ist Cintrey Mitglied des 17 Ortschaften umfassenden Gemeindeverbandes Communauté de communes du Pays Jusséen.

## Sehenswürdigkeiten
Am Ortsausgang steht die ehemalige Kapelle, die 1654 im gotischen Flamboyantstil erbaut wurde. Sie wurde Ende des 19. Jahrhunderts in eine Mädchenschule umgewandelt und dient heute als Wohnhaus. Pfarrkirche für Cintrey, Molay und La Rochelle ist die Kirche Saint-Pierre-et-Saint-Paul im Weiler Laître (Gemeinde Molay). Aus dem 17. Jahrhundert stammt ein Calvaire.

## Bevölkerung
| Jahr                       | 1962 | 1968 | 1975 | 1982 | 1990 | 1999 | 2006 |
| Einwohner                  | 194  | 170  | 144  | 156  | 146  | 140  | 122  |
| Quellen: Cassini und INSEE |      |      |      |      |      |      |      |

Mit 97 Einwohnern (1. Januar 2022) gehört Cintrey zu den kleinen Gemeinden des Département Haute-Saône. Während des gesamten 20. Jahrhunderts nahm die Einwohnerzahl kontinuierlich ab (1881 wurden noch 306 Personen gezählt).

## Wirtschaft und Infrastruktur
Cintrey war bis weit ins 20. Jahrhundert hinein ein vorwiegend durch die Landwirtschaft (Ackerbau, Obstbau und Viehzucht) und die Forstwirtschaft geprägtes Dorf. Heute gibt es einige Betriebe des lokalen Kleingewerbes, vor allem in den Branchen Feinmechanik und Bauwesen. In den letzten Jahrzehnten hat sich das Dorf zu einer Wohngemeinde gewandelt. Viele Erwerbstätige sind deshalb Pendler, die in den größeren Ortschaften der Umgebung ihrer Arbeit nachgehen.
Der Ort ist verkehrstechnisch gut erschlossen. Er liegt an der Hauptstraße N19, die von Vesoul nach Langres führt. Weitere Straßenverbindungen bestehen mit Vitrey-sur-Mance, La Roche-Morey und La Rochelle.